# 軟禁
軟禁（なんきん、英語: house arrest）とは、人の行動の自由を奪う手段のうち、被拘束者の行動の自由を完全に奪うことを目的とした手段ではなく、専ら被拘束者の逃亡や部外者との接触を防止することのみを目的として用いられる比較的抑制的な手段を指す言葉。
軟禁と呼ばれる状態の下では通常、被拘束者は牢獄等には収容されず、家宅やその他類似の居住施設の中での一定の行動の自由は許される。ただし、外部との通信は制限を受ける可能性が高い。一人を軟禁するだけのために常時複数の監視人を置かねばならないため、軟禁の対象は軟禁を行う側にとって取扱いに特段の慎重さを要する重要人物に限られる傾向がある。

## 軟禁の例
- 全斗煥による軍政時代の韓国で、韓国野党の有力指導者であった金泳三は、金大中ほど急進的ではなかったため、収監はされなかったものの、軟禁を繰り返されていた。
- 軍政が続くミャンマーでは、最大野党・国民民主連盟書記長のアウンサンスーチーが自由選挙で圧勝した1988年以来軟禁されていた。
- 1960年9月30日にインドネシアにおいて、スカルノ大統領が軍事クーデター（一応未遂）により失脚後、ボゴール植物園の温室で、軟禁された。

## 日本法における監禁と軟禁
軟禁はしばしば監禁と対概念のように捉えられることがあるが、日本においては、監禁罪として日本の刑法上の処罰対象となっている監禁とは異なり、法律用語ではなく日常語であることに注意が必要である。そのため、一般的には軟禁と思われがちな行為であっても日本の刑法上では監禁罪に問われる可能性がある。